# Gymnothorax johnsoni
Gymnothorax johnsoni és una espècie de peix de la família dels murènids i de l'ordre dels anguil·liformes.

## Morfologia
Els mascles poden assolir els 130 cm de longitud total.

## Distribució geogràfica
Es troba des del Mar Roig fins a Algoa Bay (Sud-àfrica).